# Ignacije Brajević
Ignacij(e) Brajević (u. Šibenik, 22. svibnja 1942.), hrvatski pripadnik pokreta otpora u Drugome svjetskom ratu.
Bio je po zanimanju težak. Kad su ga osovinske vlasti zatvorile, pretrpio je mučenja u zatvoru. 18. svibnja 1942. iz zatvora u Splitu brodom Ammiraglio Viotti (bivša Topola) u Šibenik odvedeno je na suđenje 66 pripadnika pokreta otpora.  Ujutro 20. svibnja brod je pristao u Šibeniku. Na suđenju pred Specijalnim sudom u Šibeniku, kojim je predsjedavao general Maggiore Vergano, osuđen je sa skupinom pripadnika pokreta otpora, partizana i ilegalaca, među kojima je bio i Rade Končar, na smrt. Brajevića je na smrt osudilo Drugo vijeće. Osuđenu 26-oricu strpali su u pet ćelija. Svećenik je osuđenicima dao papir za pisanje posljednjih pisama svojim najbližima, ali fašističke vlasti zaplijenila su pisma već prije nego što su izašla iz zatvora. Na dana strijeljanja osuđenike na smrt utrpali su u dva kamiona, u svaki po trinaest ljudi. Strijeljan je 1942. u Šibeniku sa skupinom pripadnika komunističkog pokreta otpora u kojoj je bio i Rade Končar. Presuda je izvršena oko 7-7.30 na Šubićevcu. Presudu su izvršili vojnici iz bataljuna Toscana, postrojba iz Zadra. Osuđenici su bili strijeljani u dvjema skupinama po 13 osoba. Izvikivali su parole protiv fašizma, Mussolinija i klicali slobodi. Nakon vojničkog strijeljanja, časnik je svakom strijeljanom osuđeniku pucao iz pištolja u glavu.
U Splitu se je u doba socijalističke Jugoslavije po Ignaciju Brajeviću zvala jedna ulica.
Ime mu je uklesano u Spomen-parku Šubićevcu.